# Cerro de la Encina
El Cerro de la Encina es un yacimiento arqueológico argárico situado en el municipio de Monachil, en la provincia de Granada, España. Se levanta sobre una escarpada colina y sus laderas a 780 m s. n. m., sobre la margen derecha del río Monachil. Desde hace un tiempo, está siendo excavado sistemáticamente.
El Cerro de la Encina ha proporcionado secuencias estratigráficas fundamentales para datar algunas fases y el declive del grupo argárico. Así, J. J. Eiroa identifica la siguiente periodización general:
- I o transición calcolítico-argárica.
- II o Argar antiguo, con el cual se correspondería la fase I avanzada del Cerro de la Encina.
- III o Argar pleno.
- IV o tardío, relacionado con la fase IIb del Cerro de la Encina, en la que se perciben cambios socio-materiales, la irrupción de elementos de Cogotas I y la transición a otra etapa cultural, el Bronce final.[2]

El Cerro de la Encina, como otros asentamientos contemporáneos del interior del territorio argárico, estaba protegido por una muralla y sus correspondientes bastiones. Estas estructuras defensivas estaban construidas básicamente en piedra, mientras que las viviendas del poblado se edificaron mediante tapiales o muros de adobe. Aunque la mayoría de las casas argáricas son rectangulares o cuadradas, en este poblado hay algún edificio de planta absidal.
La fauna del momento estaría representada por el ciervo, el jabalí, el corzo, el lince, la nutria, el tejón, el zorro, el gato montés, el erizo, el lirón careto, la liebre, el galápago, la grulla, la cigüeña y la avutarda, lo cual indicaría un mayor caudal hídrico que el actual y zonas bajas con aguas estancadas, así como la presencia de un bosque mixto con algunos espacios abiertos. Los restos de fauna salvaje hallados suponen un volumen del 12% total, siendo llamativa la masiva presencia del caballo entre las especies domésticas (el porcentaje más alto de toda la Europa prehistórica), complementado por el buey, la cabra, la oveja y el cerdo.
El estudio de 19 esqueletos y sus ajuares respectivos ha permitido que los investigadores relacionen las ofrendas más ricas con individuos de menor musculatura e inferior número de procesos degenerativos. Las sepulturas más ricas han sido encontradas en la parte alta del poblado, siendo de destacar la existencia de enterramientos infantiles con ajuares importantes. Es también en la acrópolis donde se han hallado animales consumidos en exclusiva por sus moradores, como los équidos, algo observado igualmente en asentamientos como Peñalosa o Cuesta del Negro. Esta zona elevada es, a la vez, la más fortificada en todos estos casos. Todo ello ha servido de base para establecer los rasgos generales de la estructura jerárquica, desigual y militarizada de la sociedad argárica.
Entre las ofrendas funerarias encontradas destacan copas argáricas, aretes y brazaletes de plata y cobre, diversos tipos de cuchillos-puñales y algún punzón. Las manufacturas presentan evidentes paralelismos con la Cuesta del Negro, otro yacimiento cercano.

Distribución de la cultura argárica en la península ibérica.

La fase III del Cerro de la Encina se corresponde con el Bronce final, durante el cual hubo un importante aumento de los intercambios comerciales con la zona tartésica, con la levantina (y a través de ésta con el valle del Ebro) y con los asentamientos coloniales costeros fenicios, apareciendo las primeras evidencias arqueológicas orientales. Las viviendas, de carácter familiar, tenían unos 40 m² y eran de planta redonda u ovalada. No ha sido encontrada todavía su necrópolis.